# Anne Lünenbürger
Anne Lünenbürger (* 1964 in Landau in der Pfalz) ist eine deutsche Opernsängerin im Stimmfach Sopran und Bayerische Kammersängerin.

## Leben und künstlerisches Wirken

### Ausbildung und Preise
Anne Lünenbürger wurde in Landau in der Pfalz geboren. Ihre musikalische Laufbahn begann im Dekanatsjugendchor Landau. Als Jugendliche war sie in der Folkband „Saatkorn“ aktiv. Sie studierte Gesang an der Karlsruher Musikhochschule bei Erika Markgraf und Christiane Hampe. Meisterkurse besuchte sie bei Elisabeth Schwarzkopf, Hilde Zadek und Anna Reynolds. 1990 schloss sie ihr Studium mit dem staatlichen Diplom für Gesangserziehung ab.
Lünenbürger gewann mehrere Gesangs-Wettbewerbe, unter anderem im Juni 1992 den Deutschen Musikwettbewerb im Fach Gesang und im Oktober 1992 den Landeswettbewerb des VDMK für die Länder Rheinland/Pfalz, Hessen und Saarland. 1993 gewann sie beim Felix Mendelssohn-Bartholdy-Wettbewerb in Berlin den Sonderpreis im Fach Gesang.

### Oper und Operette
Ihr erstes Engagement hatte Anne Lünenbürger 1993 am Deutsch-Sorbischen Volkstheater in Bautzen, wo sie u. a. bereits Partien wie Violetta, Konstanze in Die Entführung aus dem Serail und Donna Anna in Don Giovanni sang.
Von Februar 1995 bis August 2008 war Anne Lünenbürger festes Ensemblemitglied am Staatstheater Nürnberg. Während ihres Festengagements in Nürnberg sang sie ein breitgefächertes Repertoire, das vom lyrischen Koloratursopran bis zum jugendlich-dramatischen Sopran-Fach reichte. Ihre erfolgreichste Rolle war die Violetta Valery in La Traviata, die sie seit der Premiere 2001 ununterbrochen in 8 Spielzeiten in über 70 Vorstellungen sang. Lünenbürgers letzte Nürnberger Rolle war im Juli 2008 die Tatjana in Eugen Onegin.
Seit September 2008 ist Anne Lünenbürger freischaffend tätig. Mit der Titelrolle in Salome von Richard Strauss am Theater in Aachen nahm sie im Oktober 2008 eine Facherweiterung zum dramatischen Sopran vor. Ihre Interpretation wurde von Presse und Publikum begeistert gefeiert und fand auch überregional große Beachtung.
Im Dezember 2008 und im März 2009 sang Anne Lünenbürger an den Städtischen Bühnen Münster die Lisa in der Operette Das Land des Lächelns von Franz Lehár. Im Februar 2011 sang sie, in einer szenisch-konzertanten Produktion des Theaters Die Bühne, die Rolle der Micaëla in der Oper Carmen in der Nürnberger Meistersingerhalle. Im Juni 2013 trat sie in der Nürnberger St. Klara-Kirche als Solistin in einem Operetten-Konzert des Theaters Die Bühne  mit dem Titel „Operette in der Kirche“ auf.

### Tätigkeit als Konzertsängerin
Neben ihrer Tätigkeit als Opernsängerin ist Anne Lünenbürger überregional auch als Konzertsängerin tätig. Ihr Konzert-Repertoire reicht von der Klassik über die Romantik und schließt die Moderne ebenfalls mit ein. In Frankfurt sang sie 1998 die Sopran-Partie im Requiem von Giuseppe Verdi. 2009 sang sie in Fürth die Weihnachtslieder op. 8 von Peter Cornelius. Seit 2011 trat sie regelmäßig als Solistin bei Konzerten des Fürther Kammerorchesters auf. Im Februar 2014 war sie Solistin bei einem Operettenkonzert des Fürther Kammerorchesters in Schwaig bei Nürnberg.
Im November 2014 trat Lünenbürger in ihrer Heimatstadt Landau in einem Konzert- und Klavierabend mit romantischen Liedern und Klavierstücken von Felix Mendelssohn Bartholdy, Robert Schumann und Edvard Grieg auf. Im Juni 2016 gastierte Lünenbürger in Landau mit dem Programm „Ja, so singt man nur in Wien …“. Im Oktober 2017 gab Lünenbürger im Neumarkter Reitstadel ein Konzert mit dem Titel „Ungarische Träume“.

### Gastspiele
Gastengagements hatte Anne Lünenbürger an der Komischen Oper Berlin, am Staatstheater am Gärtnerplatz in München und am Opernhaus Dortmund, außerdem in Prag und an der Wiener Volksoper. Bei einem Gastspiel des Staatstheaters Nürnberg gastierte sie 2005 als Freia und als Helmwige in Richard Wagners Der Ring des Nibelungen in der Volksrepublik China. 2010 sang sie die Titelrolle in der Oper Tosca bei den Opernfestspielen Heidenheim. In der Spielzeit 2012/13 gastierte sie am Theater Pforzheim als Tante Lisa in Das Feuerwerk.
In Anerkennung ihrer künstlerischen Verdienste wurde Anne Lünenbürger 2008 zur Bayerischen Kammersängerin ernannt.

### Lehrtätigkeit
Lünenbürger ist als Lehrbeauftragte für das Fach Gesang an der Hochschule für Musik Mainz und an der Hochschule für Musik Karlsruhe tätig. Sie leitet außerdem Kurse in Gesang und Stimmbildung und gibt ihr Wissen an Kinder und Jugendliche weiter.

## Repertoire (Auswahl)
- Deutsche Oper: Konstanze, Königin der Nacht und Pamina (Die Zauberflöte), Frau Fluth (Die lustigen Weiber von Windsor), Freia (Das Rheingold), Salome, Lulu (3. Akt; Fassung von Cerha/Kloke)
- Italienische Oper: Titelrolle in Lucia di Lammermoor, Violetta, Mimì (La Bohème), Nedda in Der Bajazzo, Tosca
- Französische Oper: Micaëla, Marguerite (Faust), Antonia (Hoffmanns Erzählungen)
- Russische Oper: Tatjana (Eugen Onegin)
- Operette: Sylva Varescu (Die Csárdásfürstin), Titelrolle in Gräfin Mariza, Lisa (Das Land des Lächelns), Titelrolle in Giuditta, Julia de Weert (Der Vetter aus Dingsda )

## Tondokumente (Auswahl)
- Mendelssohn-Bartholdy: Elias (Vocapella 2000)
- Opera Italiana (Ars Produktion 2001)